# Francis Cotes
Francis Cotes (Londres, 20 de maio de 1726 — Richmond, Londres, 16 de julho de 1770) foi um pintor inglês, um dos pioneiros da pintura a pastel inglesa, e membro fundador da Academia Real Inglesa em 1768.

## Biografia
Ele nasceu em Londres , sendo o filho mais velho de Robert Cotes, um boticário e irmão mais novo de Francis Samuel Cotes (1734-1818), que também se tornou um artista, especializado em miniaturas. Cotes treinou com o pintor retratável George Knapton (1698-1778) antes de criar seu próprio negócio nas instalações comerciais de seu pai, na rua inglesa Cork. 
Era um admirador dos desenhos pastel de Rosalba Carriera, concentrando-se em obras em pastel e lápis (algumas das quais se tornaram bem conhecidas como gravuras ). Depois de empurrar utilizar bastante o lápis como instrumento de trabalho, Cotes voltou-se também para a pintura a óleo como um meio de desenvolver seu estilo em obras de maior escala. 
Em suas pinturas mais bem-sucedidas, particularmente aquelas do início da década de 1760, a pintura a óleo é aplicada, imitando sua técnica pastel, causando comparações com Allan Ramsay (1713-1784) e Sir Joshua Reynolds . Com clareza e calor, eles possuem uma atenção notável à fantasia. 
Depois de 1746, os figurinos em suas fotos foram executados principalmente pelo pintor especialista Peter Toms."